# Eilicrinia astigmaria
Eilicrinia astigmaria är en fjärilsart som beskrevs av Edward P. Wiltshire 1937. Eilicrinia astigmaria ingår i släktet Eilicrinia och familjen mätare. Inga underarter finns listade i Catalogue of Life.